# 中央军事委员会联合参谋部军事需求局
中央军事委员会联合参谋部军事需求局，位于北京市，是中央军事委员会联合参谋部下属局，负责军事需求工作。

## 沿革
在深化国防和军队改革中，2016年1月撤销中国人民解放军总参谋部，组建中央军事委员会联合参谋部。中央军事委员会联合参谋部下设中央军事委员会联合参谋部军事需求局。各战区联合参谋部也分别设立军事需求局。各级军事需求局的主要任务是研究部队实战化的作战需求，从而以作战需求为指引，提高部队实战化水平。
中央军事委员会联合参谋部军事需求局成立后，承担了原由中国人民解放军总参谋部承担的对通用机场建设的审批工作。

## 历任局长
| 中央军委联合参谋部军事需求局局长 | 中央军委联合参谋部军事需求局副局长 |